# Yisroel Dovid Weiss
Yisroel Dovid Weiss (narozen v roce 1956) je americký rabín a mluvčí ultraortodoxní židovské skupiny Neturej karta. Veřejně kritizuje sionismus a Stát Izrael. Podle jeho názoru není existence Izraele v souladu s židovstvím a věřící židé by měli být vůči Izraeli v opozici. Sionismus je podle jeho názoru hereze. V roce 2006 byl jedním z řečníků na Konferenci popíračů holocaustu v Teheránu.